# Bakerella
Bakerella (Tiegh.) är ett släkte i praktmistelfamiljen Loranthaceae, ordningen Santalales som beskrivits av den franske botanisten Philippe van Tieghem (1895).
Släktet erkändes dock inte fullt ut förrän den belgiska botanisten Simone Balle 1964 samtidigt publicerade de cirka 14 arterna i Flore de Madagascar och tidskriften Adansonia. Släktet är endemiskt till Madagaskar men en art är spridd även bland Maskarenerna.
De tubformiga blommorna, som till största delen går i rött, rosa eller gult har ofta en avvikande färg i toppen såsom grön eller grå. Färgen på blommorna blir oftast mer intensiv med tiden. De ofta tändsticksliknande knopparna (på grund av den avvikande färgen i toppen) öppnas med en V-formad spricka som gör blommorna bisymmetriska.
Blommorna och frukterna utgör en viktig föda för en del arter av lemurer.